# Flossenbürg, Bayern
Flossenbürg, Bayern är en kommun och ort i Landkreis Neustadt an der Waldnaab i Regierungsbezirk Oberpfalz i förbundslandet Bayern i Tyskland.
I kommunen fanns koncentrationslägret Flossenbürg 1938–1945.